# Laos damlandslag i fotboll
Laos damlandslag i fotboll representerar Laos i fotboll på damsidan. Dess förbund är Lao Football Federation. Sedan 2013 är den japanska tränaren Honma Kei huvudtränare för landslaget.